# Ольховатка (Донецкая область)
Ольхова́тка (укр. Ольховатка) — посёлок, входит в Енакиевский городской совет Донецкой области Украины. Находится под контролем самопровозглашенной Донецкой Народной Республики.

## География
Посёлок расположен у места впадения в реку Булавин её левого притока — реки Ольховатки — давшей название населённому пункту.

#### Соседние населённые пункты по сторонам света
С: Ильинка (примыкает; выше по течению Булавина)
СЗ: Булавино, Савелевка
СВ: Редкодуб (Бахмутского района), Редкодуб (Шахтёрского района)
З: Камышатка (примыкает), Булавинское, Прибрежное (ниже по течению Булавина)
В: Каменка, Никишино
ЮВ: Полевое, Кумшацкое
ЮЗ: Славное
Ю: Новоорловка, Весёлая Долина

## Население
Население по переписи 2001 года составляло 3 923 человека.

## История
В 1859 году в казённом селе Славяносербского уезда Екатеринославской губернии проживало 2382 человека (1205 мужчин и 1177 женщин), насчитывалось 327 дворовых хозяйств, существовала православная церковь, проходило 2 ежегодных ярмарки.
По состоянию на 1886 год в деревне Ольховатка Чернухинской волости проживало 2848 человек, насчитывалось 402 двора, существовали православная церковь, 2 лавки, Ренский погреб, происходило 3 ежегодных ярмарки.
27 октября 1938 года Ольховатка получила статус посёлка городского типа.
Сообщалось, что 10 ноября 2014 года вооружённые силы Новороссии обстреляли из «Градов» лагерь украинских сил вблизи Ольховатки. По информации украинских СМИ, жертв среди украинских военнослужащих не было.
В декабре 2014 года указом Верховной Рады посёлок был переподчинён Артёмовскому району Донецкой области.
19 февраля 2015 года Ольховатка перешла под контроль вооружённых сил ДНР. Отмечалось, что ВСУ побросали свои позиции фактически без боя. Однако, после многомесячных ежедневных обстрелов со стороны ополчения ДНР (в некоторые дни на позиции украинских военных в районе Ольховатки попадало до 500 ракет ГРАДа, не считая выстрелов из других видов вооружения).

## Экономика
- Шахта «Ольховатская».

## Экологические проблемы
В течение нескольких десятилетий продолжается чрезвычайная ситуация с очисткой хозяйственнобытовых стоков поселка Ольховатка и шахты «Ольховатская». Канализационные очистные сооружения, находящиеся на балансе шахты, разрушены и не эксплуатируются. Сточные воды сбрасываются в реку Булавин и далее поступают в водохранилища. Строительство новых очистных сооружений с 1991 г. не ведется.

## Объекты социальной сферы
- Средняя школа № 40.

## Известные люди
- Иоасаф (Попов) (1874—1937) — епископ Русской православной церкви, деятель иосилфлянского движения.